# Middlefield (Ohio)
Pour les articles homonymes, voir Middlefield.
Middlefield est un village américain situé dans le comté de Geauga, dans l'Ohio. Selon le recensement de 2010, sa population est de 2 690 habitants.